# Nebojani
Nebojani (maced. Небојани) – wieś w północno-wschodniej Macedonii Północnej, w gminie Koczani.